# Brettener Straße 7 (Eppingen)

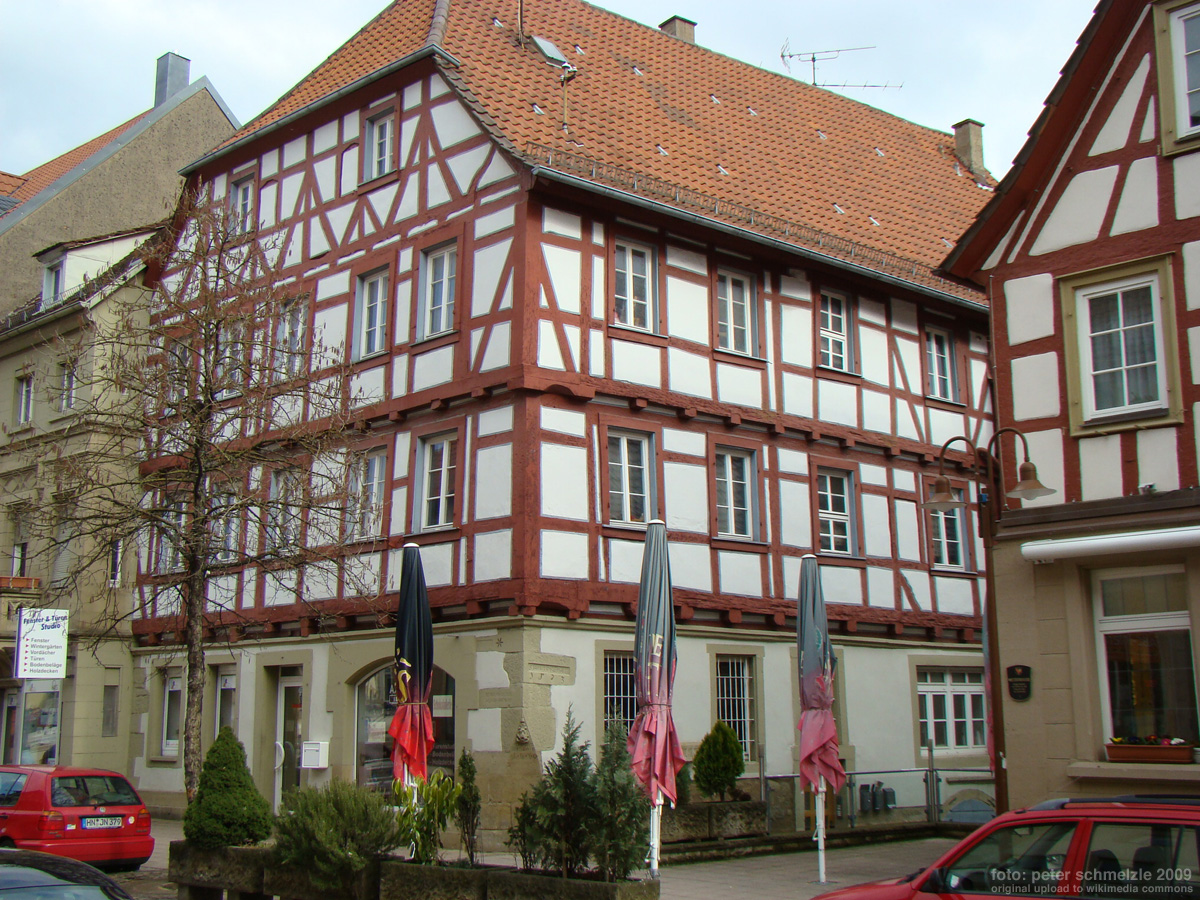
Brettener Straße 7 in Eppingen

Das Haus in der Brettener Straße 7 in Eppingen im Landkreis Heilbronn im nördlichen Baden-Württemberg ist ein denkmalgeschütztes Fachwerkhaus.

## Beschreibung
Das an der Erdgeschossmauer 1573 datierte und mit dem Namen des Erbauers Sigmund Klebsattel versehene Gebäude ist ein giebelständiges dreigeschossiges Wohn- und Geschäftshaus, mit zwei leicht vorkragenden Fachwerkstockwerken auf einem massiven Erdgeschoss, überdeckt von einem Krüppelwalmdach.
An der Ecke zur Metzgergasse hat das Haus eine abgeschrägte Kante, die nach oben spitz zuläuft. Im sich dadurch ergebenden Dreieck im oberen Bereich der Kante weist das Gebäude einen löwenkopfartige Fratze mit geöffnetem Mund auf, umgeben von Akanthusranken. Die Fratze stammt wahrscheinlich noch aus der Bauzeit des Hauses. Unter der Fratze befindet sich die Inschrift Stefanus Teifenbacher 1660 und verweist auf jenen Ratsherrn, der das Gebäude 1660 erwarb.